# Santia lisbethae
Santia lisbethae is een pissebed uit de familie Santiidae. De wetenschappelijke naam van de soort is voor het eerst geldig gepubliceerd in 2000 door Torben Lunn Wolff & Brandt.